# Lugo (Hiszpania)
Lugo – miasto w północno-zachodniej Hiszpanii, w regionie Galicja, nad rzeką Miño, ośrodek administracyjny prowincji Lugo. Ośrodek handlowy rejonu rolniczego. Przemysł spożywczy, skórzany, włókienniczy, węzeł drogowy.
W 2014 r. czwarte co do wielkości miasto Galicji.
Miasto jest ważnym miejscem przystankowym dla pielgrzymów zmierzających do Santiago de Compostela trasą Camino Primitivo.

## Położenie
Miasto leży na wzgórzach, które są opływane przez rzeki: Minho, Rato i Chanca. Różnica wysokości pomiędzy najwyższym i najniższym punktem wynosi prawie 100 m.

## Historia

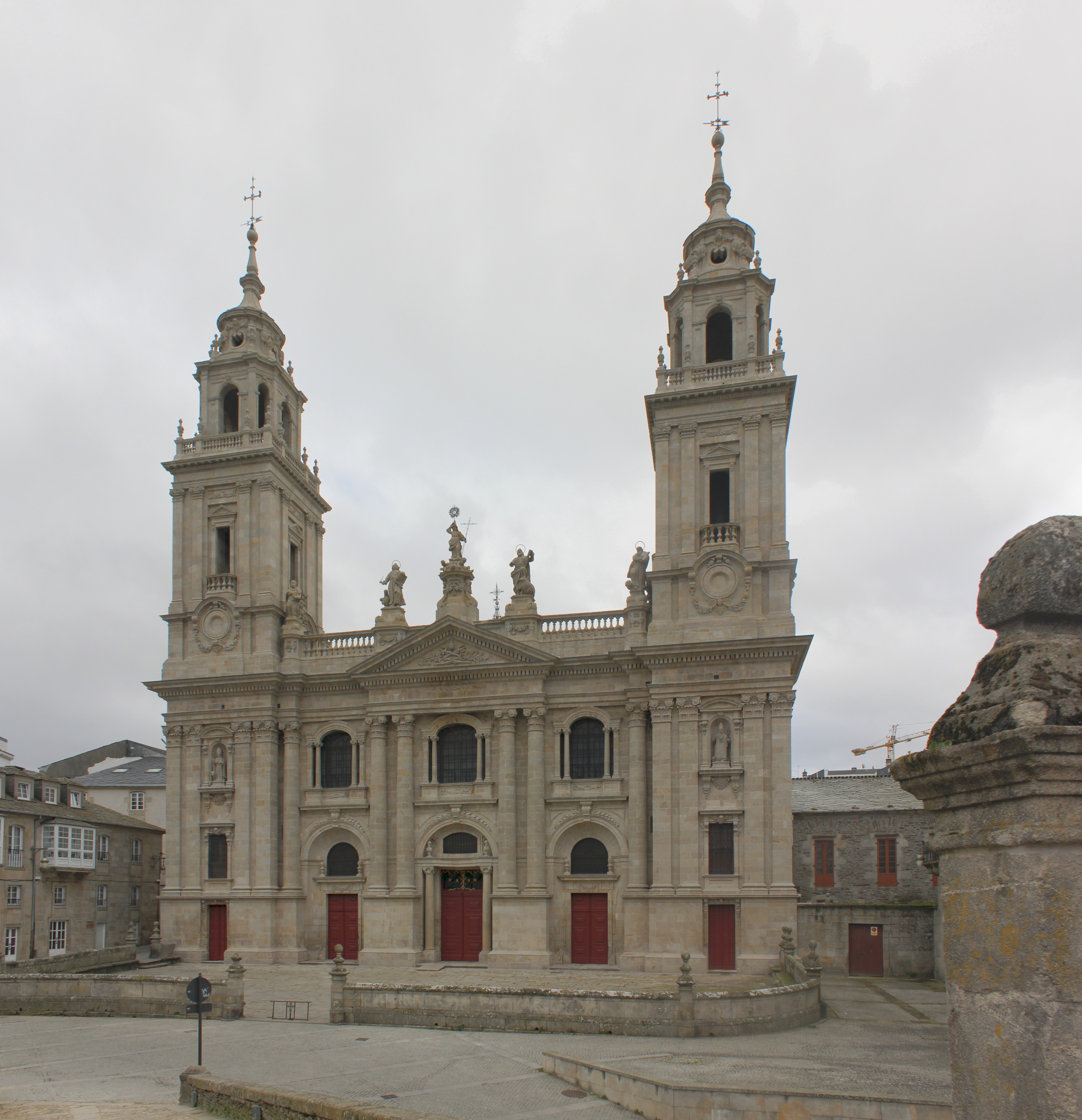
Katedra św. Marii w Lugo

Prawdopodobnie po raz pierwszy miasto zostało założone przez Celtów i nosiło nazwę na cześć boga Lugosa, mającego w swej pieczy światło, przysięgi i sztukę.
Pomiędzy 26 a 12 r. p.n.e. zdobyte przez Paulo Fabio Máximo, dowódcę legionu w okresie panowania cesarza Oktawiana Augusta, w celu umocnienie panowania rzymskiego w północnej części Półwyspu Iberyjskiego. Osada założone powtórnie przez Rzymian, ku czci panującego cesarza została nazwana Lucus Augusti. Miasto należało do rzymskiej prowincji Hispania Tarraconensis. Rzymianie otoczyli miasto murami obronnymi o długości 2,117 m i wysokości od 10 do 15 m. Posiadały one 10 bram i furtek oraz 71 wież obronnych oraz łaźnie publiczne.
Najpóźniej w V w. Lugo stało się stolicą diecezji.
Pod rządami Swebów i Wizygotów miasto pozostało ważnym centrum administracyjnym.
Od VIII do X w. miasto było zrujnowane i opuszczone.
1129 – rozpoczęto budowę Katedry św. Marii (hiszp. Catedral de Santa María de Lugo).

## Zabytki
- mury obronne z czasów rzymskich, najlepiej zachowane w Hiszpanii[4]
- zabytkowe centrum miasta
- romańska katedra św. Marii zbudowana w latach 1129-1177, wzorowana na katedrze w Santiago de Compostela. Wewnątrz okrągła kaplica[4] z alabastrową figurą Madonny o Wielkich Oczach (Nuestra Señora de los Ojos Grandes)
- Muzeum Miejski (Museo Provincial) eksponujące m.in. złote celtyckie naszyjniki, zabytki z czasów rzymskich, nowoczesne malarstwo galicyjskie. Ciekawym eksponatem jest również figura klęczącej wieśniaczki trzymającej maleńką figurkę przedstawiającą księdza[4].

## Transport
W Lugo znajduje się stacja kolejowa na linii A Coruña – León. Ze stacji odjeżdżają pociągi Media Distancia do A Corunii, Monforte de Lemos oraz Ourense. Ponadto dostępne są również nocne pociągi TRENHOTEL do Barcelony oraz Madrytu.